# Szczypkowice
Szczypkowice  (deutsch Zipkow; kaschubisch Szczëpkòjce, slowinzisch Ščǐpkèˑi̯cä) ist ein Dorf in der Gemeinde Główczyce im Powiat Słupski (Stolper Kreis) der polnischen Woiwodschaft Pommern.
In den Jahren 1975–1998 gehörte der Ort zur Woiwodschaft Słupsk.

## Geographische Lage
Das Dorf liegt in Hinterpommern, etwa 30 Kilometer nordöstlich der Stadt Stolp und 5,5 Kilometer südsüdöstlich des Kirchdorfs Główczyce (Glowitz).

## Geschichte
Die Güter Zipkow (früher auch Ceppekevitze, Zepkewitz), Dochow, Großendorf und Warbelin waren in älterer Zeit Lehen der Familie Stojentin. Im Jahr 1469 wurden die Gebrüder Klaus und Lorenz Stojentin mit der Hälfte von Ceppekeuitze belehnt. Nach der Musterrolle von 1523 hatten Jurgen Stoientin to rantze (Romtze, heute Rumbske) und Petern Stoientine to Zebbekevitze zum Zweck der Landesverteidigung gemeinsam fünf Pferde zur Verfügung zu stellen. Um 1700 verkauften die Gläubiger der Stojentins die genannten Güter, die seinerzeit zum Güterkonglomerat Rumbske gehörten, teils dem Großvater und teils dem Vater des Staatsministers Otto Christoph Graf von Podewils (1719–1781). Durch einen Teilungsvergleich vom 12. September 1831 kam dieser in den Besitz von Zipkow, Großendorf und Warbelin. Nach seinem Tod erbte die drei Güter sein einziger Sohn, Friedrich Heinrich Graf von Podewils (1746–1804).
Um das Jahr 1782 gab es in Zipkow ein Vorwerk, zehn Bauern, sechs Kossäten, eine Schmiede, einen Schulmeister, auf der Feldmark des Dorfs ein neu angelegtes Vorwerk mit einer Schäferei, insgesamt 29 Haushaltungen. Zur damaligen Zeit wurde in Zipkow noch vorwiegend kaschubisch gesprochen. Die Podewils hatten Zipkow bis 1796 in Besitz. 1804 wird Friedrich von Blankensee († 1838) auf Zipkow, Giesebitz und Warbelin genannt. Vor 1823 hatte das Gut Zipkow 260 Einwohner, und bei der Zipkower Schäferei lebten zur gleichen weitere neun Personen. Nachdem in gerader Linie Bernhard von Blankensee († 1898) die Besitz-Nachfolge angetreten hatte, kam Zipkow an dessen Sohn, Louis von Blankensee († 1902). Die letzte Besitzerin des Ritterguts war dessen Witwe, Elisabeth von Blankensee, geb. Gaudecker.

Häuser im Dorf
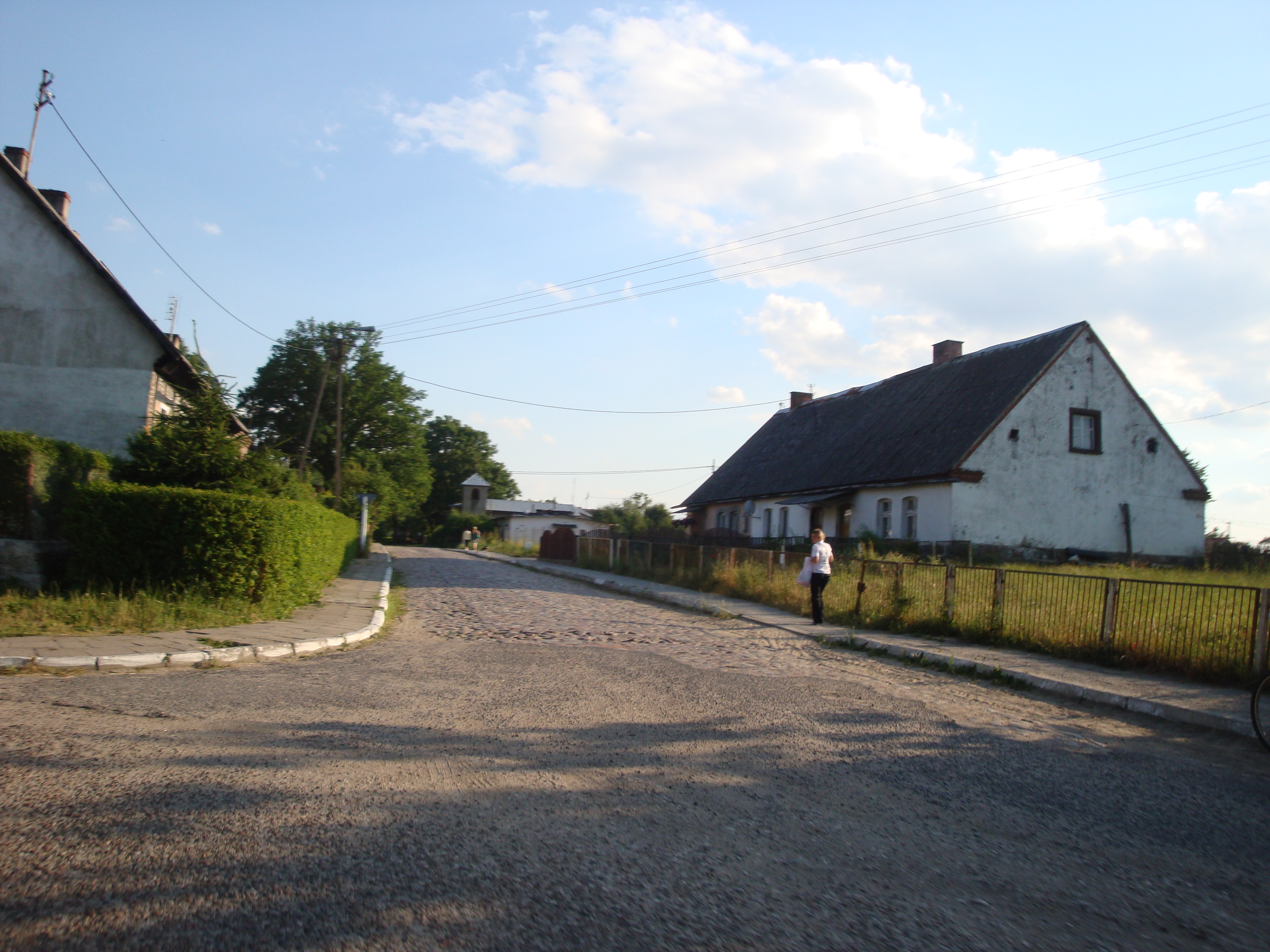
Dorfstraße (2010)
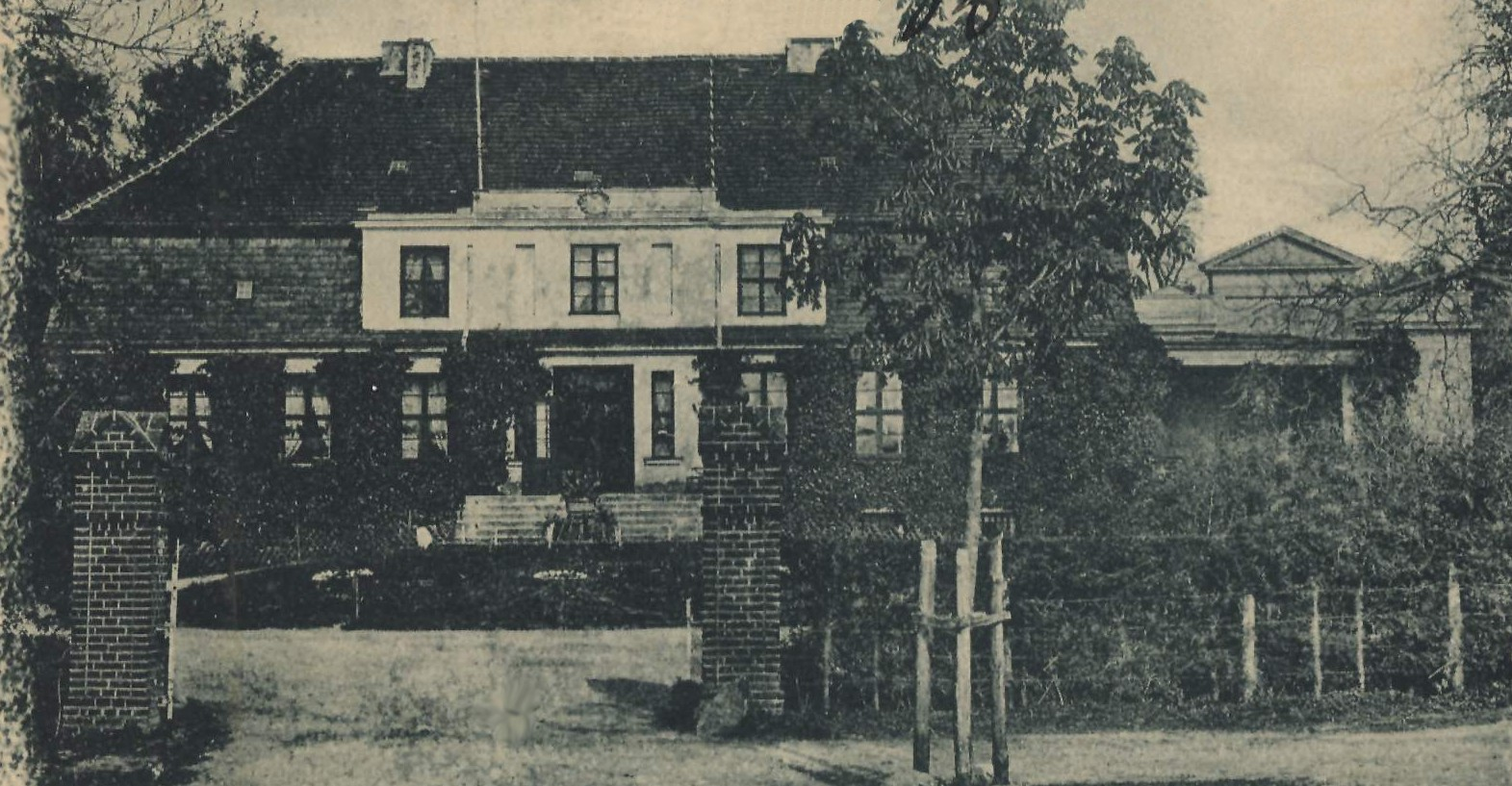
Ehemaliges Gutshaus der Familie Blankensee in Zipkow (Postkarte von 1906)
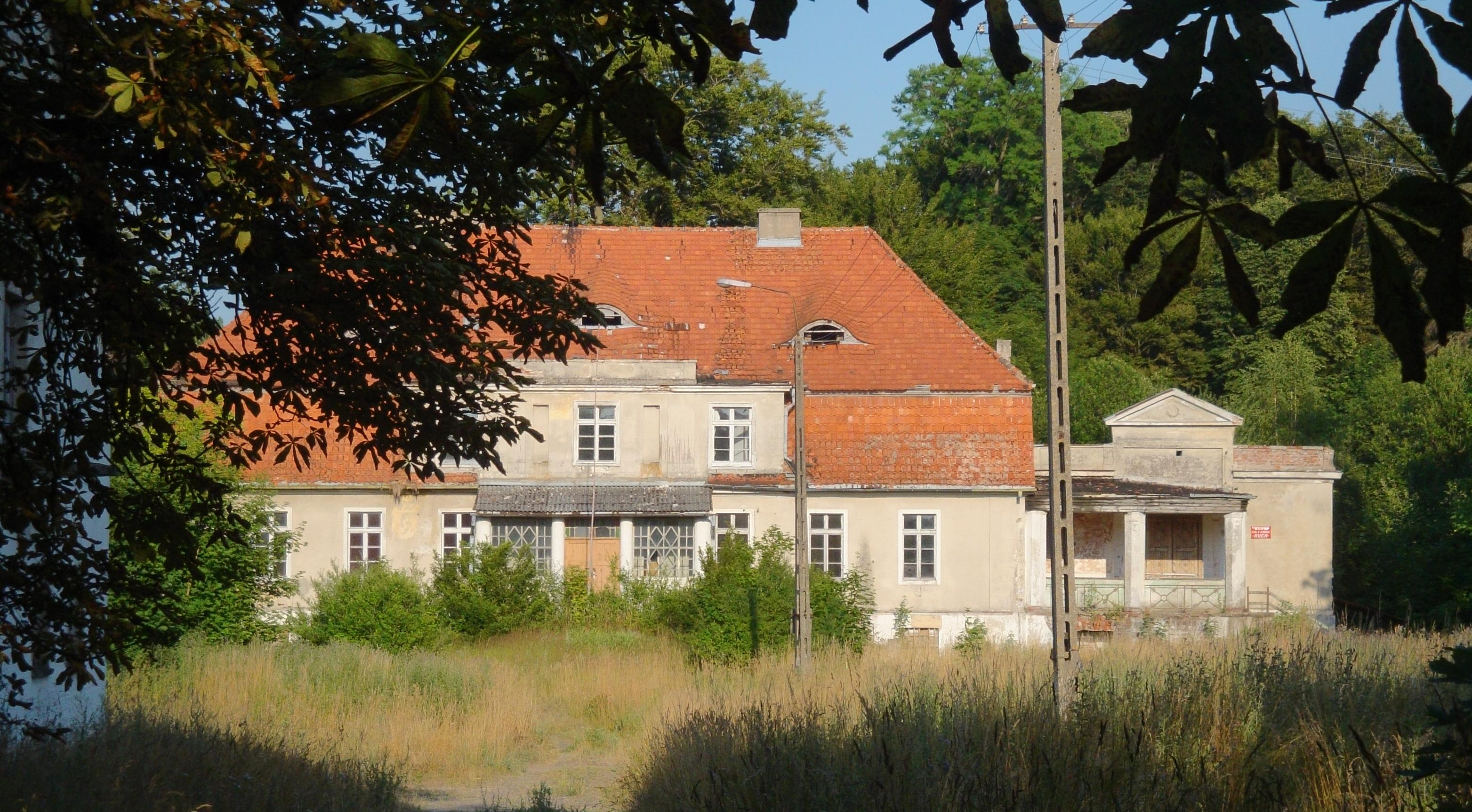
Ehemaliges Gutshaus Blankensee (2010)

Am 1. April 1927 hatte das Gut Zipkow eine Flächengröße von 1176 Hektar, und am 16. Juni 1925 hatte der Gutsbezirk 359 Einwohner. Am 30. September 1928 wurde der Gutsbezirk Zipkow in die Landgemeinde Zipkow eingegliedert.
Im Jahr 1925 standen in Zipkow 46 Wohngebäude. 
Im Jahr 1939 lebten in Zipkow 386 Einwohner, die auf 92 Haushaltungen verteilt waren.
Die Gemeindefläche war 1463 Hektar groß. In der Gemeinde Zipkow gab es insgesamt drei Wohnorte:
- Cäcilienhof
- Siedlung Friedrichshof
- Zipkow

Das Gut hatte zuletzt eine Betriebsfläche von 966 Hektar, wovon 547 Hektar Ackerland waren. Außer dem Gut gab es in der Gemeinde Zipkow 35 weitere landwirtschaftliche Betriebe. Im Dorf befanden sich ein Gasthof, eine Schmiede und eine Stellmacherei.
Bis 1945 bildete  Zipkow eine Landgemeinde im Landkreis Stolp im Regierungsbezirk Köslin der preußischen Provinz Pommern des Deutschen Reichs. Zipkow war dem Amtsbezirk Großendorf zugeordnet.
Gegen Ende des Zweiten Weltkrieges wurde Zipkow am 9. März 1945 von der Roten Armee besetzt. Danach wurde die Region von der Sowjetunion zusammen mit ganz Hinterpommern der Volksrepublik Polen zur Verwaltung überlassen. Nach den sowjetischen Truppen kamen Polen und bemächtigten sich der Häuser und Gehöfte. Für Zipkow wurde die polonisierte Ortsbezeichnung ‚Szczypkowice‘ eingeführt. Die einheimischen Dorfbewohner wurden in der Folgezeit von der polnischen Verwaltungsbehörde aus Zipkow vertrieben.
Später wurden in der Bundesrepublik Deutschland 159 und in der DDR 119 aus Zipkow gekommene Dorfbewohner ermittelt.
Im Jahr 2006 hatte das Dorf Szczypkowice 492 Einwohner.

### Kirche
Die vor 1945 in Zipkow anwesenden Dorfbewohner waren fast alle evangelisch. Im Jahr 1825 hatte Zipkow vierzehn Bewohner katholischer Konfession. Zipkow gehörte zum Kirchspiel Glowitz und damit zum Kirchenkreis Stolp-Altstadt.
Die seit 1945 und Vertreibung der einheimischen Dorfbewohner anwesende polnische Einwohnerschaft ist überwiegend katholisch.

### Schule
Vor 1945 verfügte Zipkow über eine eigene Volksschule. Im Jahr 1932 war diese Schule zweistufig; ein einzelner Lehrer unterrichtete hier zu diesem Zeitpunkt in zwei Klassen 72 Schulkinder.

## Verkehr
Etwa fünf Kilometer nördlich des Dorfes verläuft die Woiwodschaftsstraße 213 Słupsk – Krokowa.

## Persönlichkeiten
- Martin Echt (1766–1851), Dorfschulze in Zipkow von 1800 bis 1850. 1844 änderte König Friedrich Wilhelm IV auf Grund eines Bittbriefes des Dorfschulzen dessen Familiennamen von „Czech“ in „Echt“. Dieser hatte die Bitte damit begründet, dass sein Name gleich lautete wie der des Attentäters Heinrich Ludwig Tschech, der am 26. Juli 1844 in Berlin ein Attentat auf den König und dessen Gattin verübt hatte.[10]
- Waldemar von Blanckensee (1828–1906), preußischer General